# Schrijvertje
Het schrijvertje, ook draaikever (Gyrinus natator) genoemd is een kever uit de familie Gyrinidae. Er zijn elf soorten schrijvertjes die in Nederland voorkomen en sterk op elkaar lijken, maar deze soort is veruit de bekendste in Nederland en België.

## Beschrijving
Deze 5 tot 7 millimeter lange, glanzende blauwzwarte kevertjes komen vaak massaal voor in kleinere wateren als sloten, meren en vennen, in stromend water komt de kever niet voor. De dekschilden hebben vele kleine rijen lichtere puntjes, de poten zijn roodachtig tot geel, en de middelste en achterste poten zijn roeispaanachtig om beter mee te zwemmen. De voorpoten zijn lang en doen dienst als grijporgaan. Opmerkelijk zijn de tweedelige ogen, de kever heeft er namelijk vier; het bovenste deel kijkt boven water uit naar prooien en houdt vijanden als vogels in de gaten, het onderste deel kijkt onder water en dient om hongerige vissen aan te zien komen.

## Levenswijze
Het schrijvertje kan zeer goed zwemmen, zowel op het wateroppervlak als onder water, de kever maakt boven water draaiende, lus-achtige zigzagbewegingen. Ook kan de kever zich onder water vasthouden aan ondergedoken objecten om even te schuilen. Het schrijvertje neemt een luchtbel mee onder water. In geval van nood kan de kever ook nog vliegen, hij is dus zowel op als in het water en in de lucht te vinden, maar vliegen doet hij zelden. Het voedsel wordt alleen op het wateroppervlak gevangen en leeggezogen, en bestaat uit allerlei kleine dieren die in het water vallen en niet kunnen zwemmen. Ook prooien die net onder het wateroppervlak hangen, zoals muggenlarven worden gegrepen. Doordat het schrijvertje soms in groepen van honderden exemplaren voorkomt, worden prooien zeer snel weggewerkt.

## Voortplanting
In het voorjaar zet de kever de eitjes af in lange eisnoeren die aan objecten als waterplanten worden vastgezet. De larve is worm-achtig en leeft in de modder van organische materialen. Vlak voor de verpopping kruipt de larve op planten die boven het water uitsteken en spint daar een cocon, deze komt uit rond de herfst. Rond deze tijd zijn de schrijvertjes het meest te zien, en ze hebben genoeg te eten doordat veel insecten als libellen in de herfst het loodje leggen. De imago overwintert om in het volgende voorjaar weer aan de volgende cyclus te beginnen.

## Het schrijvertje in de maatschappij
- Dit diertje en het slootschrijvertje worden genoemd als inspiratie voor Het Schrijverke, het beroemde gedicht van Guido Gezelle. Will Ferdy bewerkte dit in 1960 tot het lied Het Schrijverke.